# Nearcha nephocrossa
Nearcha nephocrossa är en fjärilsart som beskrevs av Turner 1904. Nearcha nephocrossa ingår i släktet Nearcha och familjen mätare. Inga underarter finns listade i Catalogue of Life.